# Palleau
Palleau és un municipi francès, situat al departament de Saona i Loira i a la regió de Borgonya - Franc Comtat. L'any 2007 tenia 184 habitants.

## Demografia

### Població
El 2007 la població de fet de Palleau era de 184 persones. Hi havia 76 famílies, de les quals 20 eren unipersonals (16 homes vivint sols i 4 dones vivint soles), 28 parelles sense fills i 28 parelles amb fills.
La població ha evolucionat segons el següent gràfic:
Habitants censats

### Habitatges
El 2007 hi havia 108 habitatges, 76 eren l'habitatge principal de la família, 30 eren segones residències i 2 estaven desocupats. 95 eren cases i 13 eren apartaments. Dels 76 habitatges principals, 56 estaven ocupats pels seus propietaris, 19 estaven llogats i ocupats pels llogaters i 1 estava cedit a títol gratuït; 9 tenien dues cambres, 9 en tenien tres, 22 en tenien quatre i 36 en tenien cinc o més. 68 habitatges disposaven pel capbaix d'una plaça de pàrquing. A 34 habitatges hi havia un automòbil i a 38 n'hi havia dos o més.

### Piràmide de població
La piràmide de població per edats i sexe el 2009 era:
| Homes | Edats   | Dones |
| ----- | ------- | ----- |
| 0     | 95 o +  | 0     |
| 4     | 90 a 94 | 0     |
| 0     | 85 a 89 | 0     |
| 0     | 80 a 84 | 0     |
| 8     | 75 a 79 | 4     |
| 8     | 70 a 74 | 4     |
| 4     | 65 a 69 | 4     |
| 0     | 60 a 64 | 8     |
| 0     | 55 a 59 | 0     |
| 0     | 50 a 54 | 0     |
| 4     | 45 a 49 | 4     |
| 4     | 40 a 44 | 4     |
| 4     | 35 a 39 | 0     |
| 0     | 30 a 34 | 8     |
| 8     | 25 a 29 | 0     |
| 0     | 20 a 24 | 0     |
| 0     | 15 a 19 | 0     |
| 4     | 10 a 14 | 4     |
| 4     | 5 a 9   | 4     |
| 0     | 0 a 4   | 0     |

## Economia
El 2007 la població en edat de treballar era de 110 persones, 89 eren actives i 21 eren inactives. De les 89 persones actives 78 estaven ocupades (45 homes i 33 dones) i 11 estaven aturades (2 homes i 9 dones). De les 21 persones inactives 12 estaven jubilades, 2 estaven estudiant i 7 estaven classificades com a «altres inactius».

### Ingressos
El 2009 a Palleau hi havia 75 unitats fiscals que integraven 186 persones, la mediana anual d'ingressos fiscals per persona era de 18.862 €.

### Activitats econòmiques
Dels 6 establiments que hi havia el 2007, 1 era d'una empresa extractiva, 2 d'empreses de construcció, 1 d'una empresa de comerç i reparació d'automòbils, 1 d'una empresa de transport i 1 d'una empresa de serveis.
Dels 2 establiments de servei als particulars que hi havia el 2009, 1 era un paleta i 1 guixaire pintor.
L'any 2000 a Palleau hi havia 10 explotacions agrícoles que ocupaven un total de 679 hectàrees.

## Poblacions més properes
El següent diagrama mostra les poblacions més properes.